# Limois westwoodii
Limois westwoodii är en insektsart som först beskrevs av Hope 1843.  Limois westwoodii ingår i släktet Limois och familjen lyktstritar. Inga underarter finns listade i Catalogue of Life.